# 尤金真蚓
尤金真蚓（學名：Eudrilus eugeniae），英文俗名「African nightcrawler」（直譯「非洲夜蚯蚓」），非洲原生種，屬於環節動物門寡毛綱類動物（通稱「蚯蚓」）。在台湾可能是入侵物种。

## 閱讀
- 太平二號在PanSci 泛科學上的頁面